# Eberhard Ferber
Eberhard Ferber (ur. 1464 w Gdańsku – zm. 5 marca 1529 w Tczewie) – burmistrz Gdańska, syn Johanna.

## Życiorys

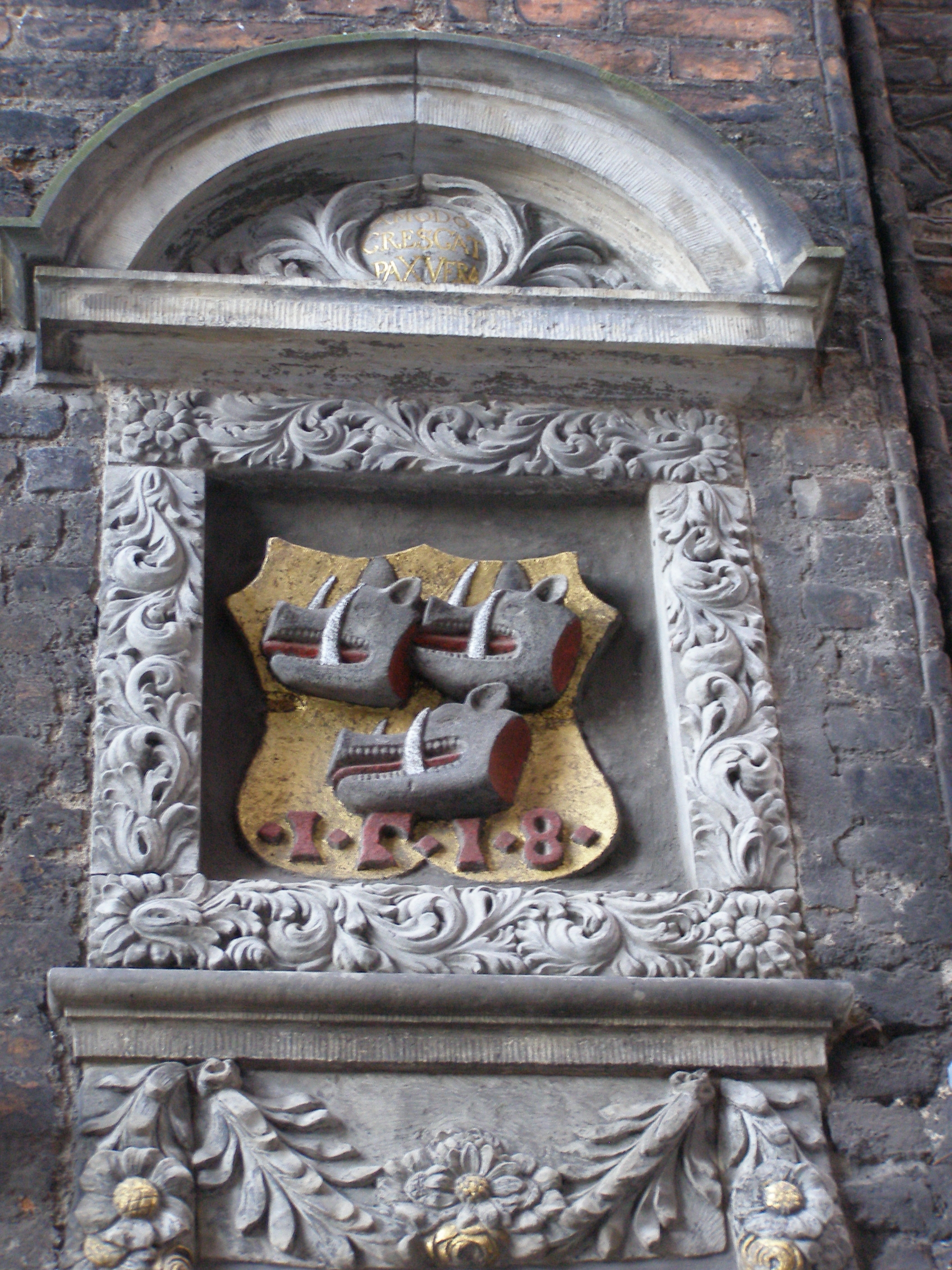
Herb rodowy Ferberów na plebanii Bazyliki Mariackiej w Gdańsku

Rodzina Ferberów przybyła do Gdańska z Nadrenii i szybko wzbogaciła się na handlu morskim. Eberhard kształcił się w szkole katedralnej we Włocławku i na dworze meklemburskim. W roku 1490 wziął udział w morskiej wyprawie hanzeatyckiej przeciw Flandrii, a w 1494 został ławnikiem w Gdańsku, gdzie prowadził handel zbożem, drewnem, suknem i innymi towarami. Nabywał i dzierżawił wiele posiadłości na Pomorzu, co wraz z korzystnymi finansowo małżeństwami (był trzykrotnie żonaty) – znacznie powiększyło jego majątek.
W roku 1496 uczestniczył, u boku księcia Bogusława X, w wyprawie do Ziemi Świętej, podczas której został pasowany na rycerza.
Po powrocie do rodzinnego miasta został rajcą miejskim (1506), a następnie burmistrzem (1510). Wielokrotnie reprezentował Gdańsk na zjazdach miast hanzeatyckich. W roku 1515 otrzymał od króla Zygmunta Starego prawo używania herbu trzy świńskie łby.
W 1521 roku, w wyniku konfliktu z pospólstwem miasta zmuszony został do opuszczenia Gdańska. Powrócił w roku 1522, ale niepowodzenia, jakich doznał jako dowódca floty w wojnie prowadzonej przez sprzymierzony z Lubeką Gdańsk, pogłębiły jeszcze jego niepopularność. W styczniu 1525 roku został obalony w wyniku wystąpień luterańskiego pospólstwa i plebsu Gdańska przeciwko magistratowi. Był zmuszony do ponownego opuszczenia miasta. Do śmierci (padł ofiarą epidemii) w roku 1529 pełnił funkcję starosty tczewskiego.
Syn Eberharda, Constantin Ferber I, także był burmistrzem Gdańska.